# Professor Mobilux
Professor Mobilux ist eine 16-teilige Hörspielserie, die von 1987 bis 1990 von dem Hörbuchverlag Europa veröffentlicht wurde. Die Serie wurde unter der Schirmherrschaft der Firma Playmobil verlegt. Grundlage für die Plots bilden die Geschichten des Autors H. G. Francis.
Die Hörspielreihe wurde bei den Folgen 1 bis 6 und 13 bis 16 unter dem Titel Professor Mobilux vertrieben, bei den Folgen 7 bis 12 unter Patrick F. Patrick. In diesen Folgen trat Mobilux lediglich als Erzähler auf. Die erste Auflage der Folgen 7 und 8 waren noch als Folge 1 und 2 nummeriert, mit der zweiten Auflage wurden sie umnummeriert. Playmobil veröffentlichte 1987 zugleich auch Spielfigurenversionen der beiden Protagonisten.

## Handlung
Die Geschichten erzählen die Abenteuer von Professor Mobilux und seinem Assistenten Patrick F. Patrick, die bei einer Reise durch den Wilden Westen zufällig in den Besitz des Indianerholzes kommen. Dabei handelt es sich um „ein krummes Stück Holz, schwarz und mit Kerben versehen“ (so die Beschreibung Professor Mobilux’). Da in der ersten Folge der Bandit Joe Bonecrash das Indianerholz, das magische Fähigkeiten besitzt, stehlen will, tarnt Mobilux es als Griff seines Regenschirms. Im Laufe der Geschichte erkennen Mobilux und Patrick, dass sie durch Zeit und Raum „skaten“, wenn sie an diesem Griff drehen. Daraufhin beginnt für die beiden eine Tour durch viele damals aktuelle Playmobil-Spielwelten.
Die ersten sechs Folgen handeln dabei von Mobilux und Patrick, durch einen Unfall mit dem Indianerholz ist Mobilux jedoch einige Zeit lang irgendwo „in einer Art Zwischenwelt“ (so Mobilux’ Aussage) gefangen. Patrick begegnet dem Mexikaner Pedro Juan Maria Movimiento, mit dem er fortan die Reise fortsetzt, in der Hoffnung, den Professor wiederzufinden. Ab Folge 13 ist Patrick wieder mit Mobilux unterwegs, wobei sowohl dessen Rückkehr als auch der weitere Verbleib Pedros ungeklärt bleiben.
In den ersten Folgen wird noch der Eindruck erweckt, dass die beiden Protagonisten aus der Welt des 19. Jahrhunderts stammen, was jedoch mit Details in anderen Folgen nicht mehr zusammenpasst: So wundern sich die beiden nicht angesichts der neuen Technik von in der Zukunft gelegenen Orten (etwa Helikopter, Automobile oder Freizeitparks), Patrick ist zudem mit modernen Wettrennen vertraut und Mobilux gibt in einer Folge zu erkennen, dass er in seiner Jugend Motorradfahrer war.

## Personen
Professor Oktavius Mobilux
Professor der Paläontologie, stammt aus Europa (von der „berühmtesten Universität des alten Kontinents“, genauer wird es nicht definiert) und gilt dort als einer der angesehensten Wissenschaftler. Aufgrund eines von Patrick verschuldeten Unfalls beim Skaten durch Raum und Zeit bleibt er zu Beginn von Folge sieben in einer Art Zwischenraum zwischen Raum und Zeit hängen. Er taucht in Folge 13 wieder auf, ohne dass dieses Erscheinen näher erläutert wird. Seine Markenzeichen sind seine lila Aufschläge an seinem Sakko und sein Zylinder mit einem ebenfalls lilafarbenen Band.
Patrick F. Patrick
Er ist Mobilux’ Assistent, trägt immerzu weiße Handschuhe, da dies Brauch am Saint Patrick’s Day ist, er aber nicht weiß, wann genau dieser Tag ist. Er ist Ire und zog von Europa fort, um „den Lehrern und ihren vielen Fragen zu entgehen“. Auffällig an ihm sind (außer den weißen Handschuhen) seine weiße Fliege, seine vielen Sommersprossen im Gesicht und sein brauner Bowler.
Pedro Juan Maria Movimiento
Alcalde (d. h. Bürgermeister) des Dorfes San Antonio in Mexiko. Er bezeichnet sich selbst als rechtmäßiger Erbe des Indianerholzes. Er taucht nur in den Folgen sieben bis zwölf auf, nachdem er während des Unfalls beim Skaten zu Beginn der Folge sieben mitgerissen wurde. Nach Folge zwölf taucht er nicht mehr auf, sein Verbleib wird nicht erklärt. Sein ständiger Begleiter ist sein Geier Paolo.

## Sprecher

### Figuren
- Professor Oktavius Mobilux: Wolfgang Draeger
- Patrick F. Patrick: Oliver Rohrbeck
- Pedro Juan Maria Movimiento: Michael Harck

### Erzähler
- Erzähler (Folgen 1–6): Hansjörg Felmy
- Erzähler (Folgen 7–12): Wolfgang Draeger in seiner Rolle als Professor Mobilux
- Erzähler (Folgen 13–16): Dietmar Mues

## Folgen
| Folgennr. | Titel                        | Erschienen als …                                               | Inhalt |
| --------- | ---------------------------- | -------------------------------------------------------------- | --- |
| 1         | Der Wilde Westen             | Professor Mobilux 1                                            | Bei einer Reise durch Nordamerika erfahren Professor Mobilux und sein Begleiter Patrick F. Patrick, dass eine Gruppe Banditen plant, den Postzug, mit dem die beiden mitfahren, zu überfallen. Sie versuchen, das Vorhaben zu verhindern. |
| 2         | Der Angriff auf Fort Randall | Professor Mobilux 2                                            | Mobilux und Patrick gelangen im Wilden Westen nach Fort Randall, das von Indianern angegriffen und belagert wird. Die Indianer sind an einem weißen Indianer-Jungen, der mit einem bewusstlosen alten Trapper im Fort Unterschlupf gefunden hat, interessiert. Mobilux und Patrick wollen den Grund für den Konflikt herausfinden und geraten dabei selbst in Verdacht, mit den Indianern zusammenzuarbeiten.                                                                      |
| 3         | Der Geist von Burg Rabenfels | Professor Mobilux 3                                            | Das Indianerholz hat Mobilux und Patrick in das Mittelalter verschlagen. Sie werden auf Burg Rabenfels gefangen gehalten und sollen für den Burgherren Gold herstellen. Die beiden versuchen, aus der aussichtslosen Lage wieder herauszukommen. |
| 4         | Der Zirkus Romani            | Professor Mobilux 4                                            | Die beiden Reisenden landen auf dem Zirkusplatz des Zirkus’ Romani. Immer wieder gelangen dort einige der wilden Tiere ins Freie. Es stellt sich heraus, dass zwei Zirkusmitarbeiter an der Verbreitung von Falschgeld in Form von Banknoten beteiligt sind. Als Ablenkung und zur Vertuschung wurden die Tiere freilassen. |
| 5         | Der Feuerteufel              | Professor Mobilux 5                                            | Mobilux und Patrick gelangen in eine moderne Großstadt, die in letzter Zeit von einer Reihe von Brandstiftungen heimgesucht wird. Zusammen mit zwei Kindern, denen sie begegnen, versuchen sie, den Feuerteufel zu entlarven und weitere Taten zu verhindern. |
| 6         | Das Geheimnis des Ponyhofs   | Professor Mobilux 6                                            | Mobilux und Patrick kommen auf einem Bauernhof unter und erfahren, dass dort ein Pony-Turnier stattfindet, das sie sich ansehen wollen. Dabei stoßen sie darauf, dass nicht alle Teilnehmer fair sind. |
| 7         | Alarm in den Bergen          | Patrick F. Patrick 1 Patrick F. Patrick 7 (ab zweiter Auflage) | Ab dieser Folge sind Mobilux und Patrick getrennt. Patrick ist alleine in den verschneiten Bergen an einer Skihütte gelandet. Dort trifft der den Mexikaner Pedro mit seinem Geier Paolo, der ebenfalls vom Indianerholz in diese Gegend gebracht wurde. Pedro löst mit seinem Gewehr eine Lawine aus, die einen Jungen auf einem Schlitten verschüttet. Nun muss Patrick den Jungen finden und Pedro aus dem Gefängnis retten.                                                    |
| 8         | Die Safari                   | Patrick F. Patrick 2 Patrick F. Patrick 8 (ab zweiter Auflage) | Patrick und Pedro sind nahe der Wildstation Ngorongoro gelandet. Dort treibt ein wilder Löwe sein Unwesen, dessen aggressives Verhalten sich die Tierforscher nicht erklären können. |
| 9         | Die Geisterstadt             | Patrick F. Patrick 9                                           | Das Indianerholz hat Patrick und seinen Begleiter wieder in den Wilden Westen gebracht, wo sie sich in einer verlassenen Stadt wiederfinden. Rasch finden sie heraus, dass sich dort eine Reihe von gefährlicher Banditen aufhalten und müssen vorsichtig sein, von diesen nicht entdeckt zu werden. |
| 10        | Abenteuer im Freizeitpark    | Patrick F. Patrick 10                                          | Patrick und Pedro finden sich in einem modernen Freizeitpark wieder, wo sie Zeugen eines Taschendiebstahls werden. Vom Direktor des Parks erfahren sie, dass sich solche Vorfälle in letzter Zeit häufen und dem Park schwer schaden, da auf Dauer immer mehr Besucher fernbleiben werden. Bei ihren Nachforschungen stoßen die beiden auf einen im Park arbeitenden Messerwerfer, der offensichtlich mit den Vorfällen zu tun hat.                                                |
| 11        | Die Eismeer-Expedition       | Patrick F. Patrick 11                                          | Patrick und Pedro sind im Eismeer zwischen Inuit und Polarforschern gelandet. Da ihre Reise durch Raum und Zeit mit Hilfe des Indianerholzes unglaubwürdig klingt, werden sie verdächtig, Spione zu sein. |
| 12        | Abenteuer an der See         | Patrick F. Patrick 12                                          | Patrick und Pedro gelangen mit dem Indianerholz an eine Stadt am Meer, wo sie sich erhoffen, endlich den verschollenen Professor Mobilux wiederzufinden. Auf der Suche nach diesem verlieren sie zu ihrem Pech jedoch das Indianerholz. |
| 13        | Das Indianerland             | Professor Mobilux 13                                           | Der Professor und Patrick treffen sich wieder, als der Professor von Indianern um den Häuptling Yellow Arrow gefangen genommen wird. Patrick kann Mobilux und einen Regierungsbeauftragten befreien und mit diesen auf die Silverranch fliehen. Kurz darauf wird die Ranch von Indianern angegriffen, die einen rätselhaften Verwundeten zurücklassen. Durch das Indianerland soll eine Eisenbahnlinien gebaut werden und auf rätselhafte Weise bleiben die Büffelwanderungen aus. |
| 14        | Das große Rennen             | Professor Mobilux 14                                           | Mobilux und Patrick stoßen auf eine Motocross-Veranstaltung und unterhalten sich dort mit einem der Teilnehmer. Als sie herausfinden, dass nicht alle Teilnehmer mit fairen Mitteln spielen, wollen sie dem jungen Mann helfen, zu gewinnen. |
| 15        | Der Baulöwe                  | Professor Mobilux 15                                           | In einer Fachwerkstadt sollen alte Häuser abgerissen werden. Doch ein verschwundener Junge und der Fund einer Fliegerbombe verzögern die Arbeiten. |
| 16        | Die Küstenwache              | Professor Mobilux 16                                           | An der Nordsee versuchen Mobilux und Patrick die Räuber eines Geldtransporters zu finden und der Küstenwache zu helfen. |

Die Folgen 17 und 18 waren bereits angekündigt, erschienen jedoch nicht mehr:
- Der Eierdieb
- Gefahr auf Gleisen